# FaveConnect
FaveConnect（フェイブコネクト）とは、株式会社日テレWandsが運営するファンコミュニケーションサービス。

## 概要
日本テレビグループ企業の日テレWandsが、20年にわたり培ったWebサービス運営のノウハウを活かし提供する月額制・年会費制のサブスクリプション方式のファンクラブプラットフォーム。

## 沿革
- 2021年2月 - 「FaveConnect」サービス開始[1]
- 2022年12月22日 - 新機能「推しメン設定機能」リリース[2]
- 2023年03月09日 - アイドルグループラフ×ラフのオフィシャルサイト兼ファンクラブを開設[3]

## 対応媒体
- パソコン
- スマートフォン
- タブレット端末